# Politischer Mord
Ein politischer Mord ist die vorsätzliche, ungesetzliche oder illegitime Tötung einer Person aus politischen Motiven. Das Opfer hat in der Regel einen aus Sicht des Urhebers der Tat unerwünschten politischen Einfluss, oder der Urheber erwartet sich von der Ermordung eine für ihn vorteilhafte politische Entwicklung.
Historisch gesehen bezieht sich der Begriff fast ausschließlich auf das Attentat auf einzelne, hochgestellte Persönlichkeiten. Der Tatbestand des politischen Mords lässt sich bis in die Antike zurückverfolgen. Unterschiede zu einem gewöhnlichen Mord sind die politisch motivierten Interessen bzw. ideologischen Implikationen, sowie die Tatsache, dass der Auftraggeber und der Ausführende (Auftragsmörder) meist verschiedene Personen sind.
Seit der Antike wurde der politische Mord auch immer wieder zur Ausschaltung ganzer Gruppen innenpolitischer Gegner eingesetzt, bis hin zum Massenmord. Im 20. Jahrhundert war dies vor allem eine Domäne von Diktaturen und autoritären Staaten, wobei die Opferzahlen vor allem in ideologisch bedingten Konflikten teilweise in die Millionen gingen.
Bisweilen wird auch der politisch, ethnisch oder religiös motivierte Völkermord als politischer Mord bezeichnet. Der amerikanische Politologe Rudolph Rummel führte für den politisch motivierten Massenmord durch eine Regierung, in Anlehnung an den Begriff Genozid, den Begriff des Politizids ein. Diesen definierte er als the murder of any person or people by a government because of their politics or for political purposes.
Tatmotive können zum Beispiel sein:
- das Ausschalten eines Konkurrenten, Kritikers oder Andersdenkenden
- das Ausschalten eines möglichen Belastungszeugen/Mitwissers (ist über illegale und/oder politisch heikle Aktivitäten des Auftraggebers informiert und könnte dieses Wissen kundtun oder veröffentlichen)
- Rache für ein Tun oder Unterlassen
- Abschreckung/Einschüchterung Dritter (Politiker, politische Aktivisten, in jüngerer Zeit auch zunehmend Journalisten)

Ist der Urheber eine Regierung oder regierungsnahe Institution, wird den Morden zuweilen eine Scheinlegalität verliehen oder die Tat komplett geheim gehalten, zum Beispiel beim Verschwindenlassen politischer Gegner. Schauprozesse können Macht demonstrieren oder Dritte abschrecken.
Morde können autokratischen Machthabern Vorwände bieten, ihre Repressions- und Terrormaßnahmen zu verschärfen. Beispiele:
- Im Jahre 1819 folgten auf die Ermordung August von Kotzebues durch Karl Ludwig Sand unmittelbar die Karlsbader Beschlüsse zur Bekämpfung und Überwachung liberaler und nationaler Tendenzen in Deutschland.
- Die Ermordung des Legationssekretärs Ernst vom Rath durch Herschel Grynszpan lieferte 1938 dem NS-Regime den willkommenen Anlass zur „Reichskristallnacht“.[6]

Vielfach schaffen sie sich ihre Vorwände selber. Zum Beispiel behauptete das NS-Regime im Sommer 1934 wahrheitswidrig, man habe auf einen unmittelbar bevorstehenden Putsch des SA-Führers Ernst Röhm reagiert (Röhm-Putsch) als Rechtfertigung für die Ermordung von etwa 200 Menschen.

## Geschichte

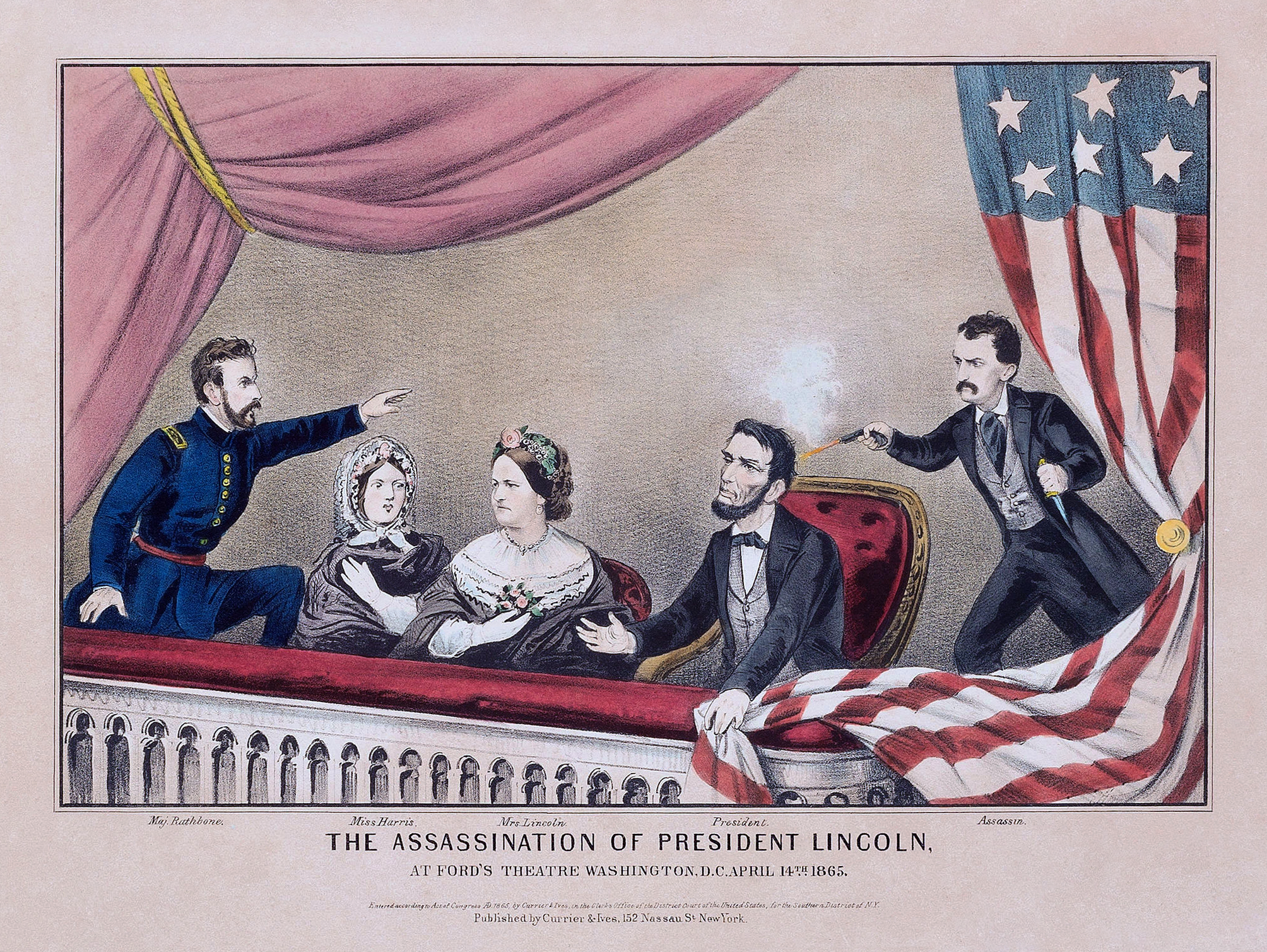
Die Ermordung Abraham Lincolns. Lithographie um 1865

Einer der ersten bekannten Fälle ist das Attentat der Tyrannenmörder Harmodios und Aristogeiton, die 514 v. Chr. Hipparch, den Bruder des Tyrannen Hippias, getötet hatten. Auch Philipp von Makedonien, der Vater Alexanders des Großen, wurde ermordet. Das berühmteste Opfer eines Tyrannenmordes aus der Antike ist jedoch Julius Cäsar, der am 15. März 44 v. Chr. von einer Gruppe Senatoren um Brutus und Gaius Cassius Longinus während einer Senatssitzung im Theater des Pompeius in Rom mit 23 Dolchstichen ermordet wurde. Zahlreiche römische Kaiser ließen politische Gegner oder Rivalen ermorden (z. B. Britannicus durch Nero) oder fielen selbst politischen Morden zum Opfer (z. B. Caligula, Britannicus, Domitian, Commodus, Caracalla).
Die Religionskriege der frühen Neuzeit verbanden religiöse mit politischen Motiven. Sie forderten einige prominente Opfer, darunter die französischen Könige Heinrich III. und Heinrich IV. und den englischen Minister Herzog von Buckingham. Im Zeitalter der Aufklärung gewannen ideologische Motive zunehmend an Bedeutung. Eines der bekanntesten Mordopfer der Französischen Revolution ist Jean-Paul Marat. Die Ermordung des schwedischen Königs Gustav III. durch den revolutionär gesinnten Adligen Johan Jacob Anckarström lieferte den Stoff für Verdis Oper Ein Maskenball.
Im 19. Jahrhundert entwickelten europaweit Revolutionäre, darunter der Russe Bakunin und der Franzose Paul Brousse, unter dem Schlagwort Propaganda der Tat die theoretischen Grundlagen des Anarchismus und Nihilismus, die zu einer Reihe von politischen Morden führten, zu deren Opfern unter anderem Zar Alexander II. (1881) gehörte. Auch John Wilkes Booth, der Mörder des US-amerikanischen Präsidenten Abraham Lincoln († 1865), war bei seinem Attentat von politischen Motiven angetrieben, da er unzufrieden mit dem Ausgang des Sezessionskrieges war und die Erteilung des Bürgerrechts an die ehemaligen Sklaven ablehnte.
Seit dem Beginn des 20. Jahrhunderts führten zunehmend nationalistische Beweggründe zu politischen Morden. Zu den Opfern von Nationalisten gehören der französische Sozialist Jean Jaurès (1914) und der österreichische Erzherzog Franz Ferdinand, dessen Ermordung im Attentat von Sarajevo als Anlass des Ersten Weltkrieges angesehen wird, sowie Mahatma Gandhi († 1948).
Die zunehmende Gewalttätigkeit von Vertretern des rechten Spektrums führte unmittelbar nach dem Ersten Weltkrieg zur Ermordung von Rosa Luxemburg und Karl Liebknecht, worauf die Fememorde in der Weimarer Republik folgten, zu deren Opfern Matthias Erzberger und Walter Rathenau gehörten. In Italien gilt die Ermordung des Sozialisten Giacomo Matteotti als Beginn der faschistischen Diktatur Mussolinis.
Die Nationalsozialisten nutzten, gerade in den ersten Jahren nach der Machtübernahme, Mord systematisch als Mittel zur Ausschaltung innenpolitischer Gegner, vor allem von Kommunisten und Sozialdemokraten. Zahlreiche von ihnen wurden in Schutzhaft genommen und ohne Prozess in Konzentrationslagern interniert (siehe auch Konzentrationslager#1933 bis 1935). 1933 und 1934 gab es zahlreiche Kämpfe innerhalb des Machtapparats. Ende Juni 1934 inszenierte Hitler deshalb den sogenannten Röhm-Putsch, am 25. Juli 1934 wurde Engelbert Dollfuß, der Begründer des austrofaschistischen Ständestaats, beim letztlich erfolglosen Juliputsch im Kanzleramt in Wien ermordet. Das Attentat auf Ernst Eduard vom Rath durch Herschel Grynszpan am 7. November 1938, dem der deutsche Legationssekretär in Paris zwei Tage später erlag, war eine Reaktion auf die „Polenaktion“, bei der Grynszpans Eltern zusammen mit über 15.000 polnischen Juden aus Deutschland nach Polen abgeschoben wurden. Die Tat diente dem NS-Regime als willkommener Vorwand zur Durchführung der „Reichskristallnacht“ am 9. November. In seinem 1938 erschienenen Buch Politischer Mord und Heldenverehrung rechtfertigte der nationalsozialistische und antisemitische Jurist Friedrich Grimm den politischen Mord als "Tötung in außergewöhnlicher Zeit". Hitler selbst entging mehrere Male dem Versuch eines Tyrannenmordes, bekannt sind die Anschläge von Georg Elser 1939 und das gescheiterte Attentat vom 20. Juli 1944.

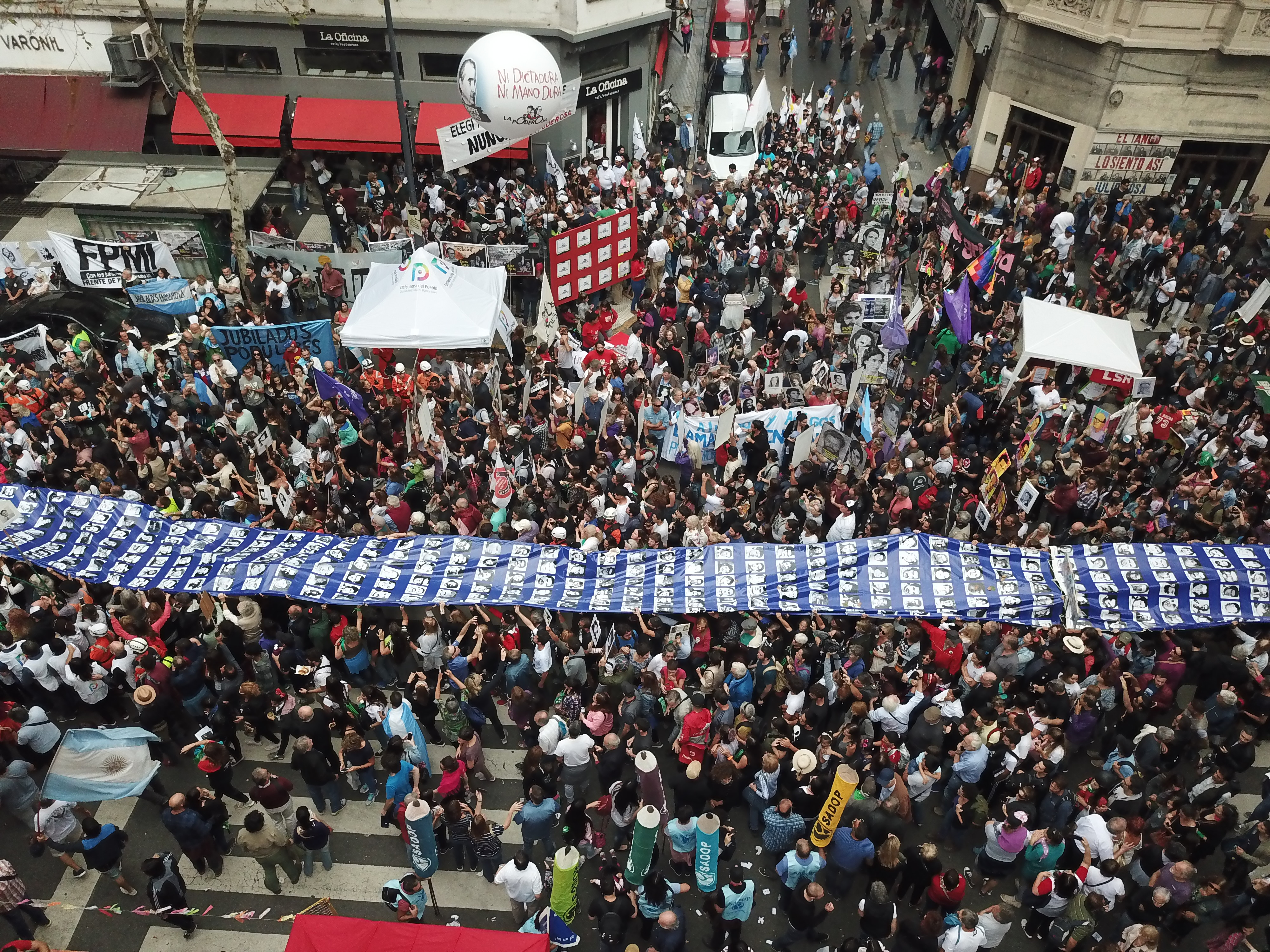
Gedenkmarsch mit Fotos von Ermordeten zum Anlass des 30. Jahrestages des Militärputsches in Argentinien, März 2019

Einige Monate nach der Oktoberrevolution kam es zur Ermordung der Zarenfamilie durch die Bolschewiki. Der sowjetische Diktator Stalin ließ in den 1930er Jahren durch die Stalinschen Säuberungen mehrere Millionen politische Gegner ermorden.
In Indonesien kam es nach dem bis heute ungeklärten Staatsstreich „G30S“ vom 30. September 1965 zu einem Massenmord an tatsächlichen oder vermeintlichen Kommunisten, dem nach Schätzungen zwischen 500.000 und drei Millionen Menschen zum Opfer fielen.
In den 1970er und 1980er Jahren ermordeten rechtsgerichtete südamerikanische Militärdiktaturen im Rahmen so genannter Schmutziger Kriege hunderttausende von mehrheitlich linksgerichteten Oppositionellen (Desaparecidos).
Die kommunistischen Roten Khmer wollten Kambodscha mit Gewalt in eine Art Agrarkommunismus überführen. Von 1975 bis 1978 ermordeten sie im Genozid in Kambodscha nach Schätzungen etwa 1,4 bis 2,2 Millionen ihrer Landsleute.
Das Konzept der Stadtguerilla wurde in den 1960er Jahren entwickelt. Es geht auf die Tupamaros in Uruguay zurück, die als gewaltlose Gewerkschaftsbewegung begannen, sich ab 1970 jedoch mit der Entführung und Ermordung hochgestellter Persönlichkeiten sowie Anschlägen in den Großstädten radikalisierten. In Europa fanden sie unter anderem Nachahmer in Gruppen in den Tupamaros West-Berlin und Tupamaros München sowie in den Terrororganisationen RAF und den italienischen Roten Brigaden, die 1978 den ehemaligen Ministerpräsidenten Aldo Moro entführten und ermordeten.
Bis heute haben Morde an hochgestellten Persönlichkeiten weitreichende politische Konsequenzen.
Das Attentat auf John F. Kennedy und das Attentat auf Martin Luther King waren und sind bis heute Anlass für Verschwörungstheorien.
Der chilenische Präsident Salvador Allende starb 1973 bei einem Militärputsch. Nachdem General Augusto Pinochet die Macht ergriffen hatte, sagte US-Außenminister Henry Kissinger, dass die Vereinigten Staaten „es nicht getan haben“ (den Putsch selbst), aber dass sie „die größtmöglichen Voraussetzungen geschaffen haben.“ Dokumente belegen, dass die US-Regierung und die CIA den Sturz Allendes angestrebt hatten und das chilenische Militär und die Geheimdienste massiv im Vorfeld des Putschs unterstützten, siehe Project FUBELT. Dabei war auch der zum gewählten Präsidenten loyale Generalstabschef René Schneider von einem Killerkommando ermordet worden, das von der CIA mit Waffen ausgerüstet worden war. Später ermordeten Agenten des chilenischen Geheimdiensts DINA den oppositionellen früheren Minister Orlando Letelier durch eine Autobombe im Exil in Washington, D.C., wobei einer der Täter ein ehemaliger CIA-Mitarbeiter war.
Seit den späten Siebzigerjahren wurden häufig Journalisten das Opfer von Auftragsmördern, unter anderem
- in Italien (Mino Pecorelli (1979)),
- vor allem jedoch in Russland (z. B. Anna Politkowskaja (2006) und Anastasia Baburowa (2009), siehe Medien in Russland), insbesondere in Tschetschenien (z. B. Natalja Estemirowa).

Weitere Opfergruppen sind Rechtsanwälte (z. B. 2009 in Moskau Stanislaw Jurjewitsch Markelow) und Menschenrechtsaktivisten.
Im April 1994 führte die Ermordung des Präsidenten von Ruanda Juvénal Habyarimana unmittelbar zum Völkermord in Ruanda; nach der Ermordung des israelischen Premierministers und Friedensnobelpreisträgers Jitzchak Rabin im November 1995 geriet der Oslo-Friedensprozess ins Stocken.

## Der politische Mord in Literatur und Film